# Konklave von Avignon 1378
Das Konklave von September 1378 war die Versammlung der Kardinäle, die zur Wahl von Robert von Genf führte, der als Gegenpapst den Namen Clemens VII. annahm. Die Wahl erfolgte am 20. September 1378 in Fondi.

## Geschichte
Bereits kurz nach der Wahl von Urban VI. am 8. April machte sich unter den Kardinälen Unzufriedenheit mit dem Gewählten breit.
Die im Rom anwesenden französischen Kardinäle verließen die Stadt in trafen sich in Anagni, wo die italienischen Kardinäle später zu ihnen stießen. Das Kardinalskollegium zog nach Fondi um, wo sie am 18. September 1378 einen Brief des französischen Königs Karl V. erhielten, in dem sie aufgefordert wurden, einen anderen Papst zu wählen. Gleichzeitig ernannte Urban VI. 24 neue Kardinäle, 20 Italiener, zwei Franzosen, sowie die Erzbischöfe von Prag und Esztergom, womit die französische Übermacht im Kardinalskollegium gebrochen war. Zwei Tage später wählten 13 der bisherigen Kardinäle (elf aus Frankreich, je einer aus Aragon und Savoyen) Robert von Genf zum Gegenpapst, der den Namen Clemens VII. annahm. Die italienischen Kardinäle Corsini, Borsano und Orsini nahmen an der Wahl nur beobachtend teil.
Die Zusammensetzung des anwesenden Kardinalskollegiums unterschied sich an diesem Tag gegenüber der vom 8. April nur in zwei Personen: Kardinal Francesco Tebaldeschi war am 6. oder 7. September gestorben, Kardinal Jean de La Grange war aus Avignon angereist.

## Teilnehmer
- Pietro Corsini († 1405)
- Simone Borsano (um 1310–1381)
- Giacomo Orsini († 1379)
- Jean du Cros († 1383)
- Guillaume d’Aigrefeuille (1339–1401)
- Bertrand Lagier de Figeac OMin († 1392)
- Robert de Genéve (1342–1394)
- Hughes de Montong de Montelais († 1384)
- Gui de Malesec († 1411)
- Pierre de Sortenac († 1390)
- Gérard du Puy OSB († 1389)
- Pierre Flandrin († 1381)
- Guillaume Noellet († 1394)
- Pierre de Vergne (vor 1371–1403)
- Petro Martinez de Luna y Gotor (entweder 1328 oder 1342/43–1422 oder 1423)
- Jean de La Grange OSB (um 1325–1402)

## Abwesende Kardinäle
- Pierre de Salvete Monteruc († 1385)
- Jean de Blandiac († 1379)
- Gilles II. Aycelin de Montaigut († 1378)
- Anglic Grimoard († 1388)
- Guillaume de Chanac († 1383)

Die abwesenden Kardinäle hielten sich in Avignon auf.

## Quelle
- The Cardinals of the Holy Roman Church, Conclaves of the 14th Century (1303–1394) (online, abgerufen am 12. März 2021)